# Dichostatoides camerunensis
Dichostatoides camerunensis är en skalbaggsart som först beskrevs av Stefan von Breuning 1954.  Dichostatoides camerunensis ingår i släktet Dichostatoides och familjen långhorningar. Inga underarter finns listade i Catalogue of Life.